# Antony Franken
Anthony „Tony“ Franken (* 11. Januar 1965 in Perth) ist ein ehemaliger australischer Fußballtorhüter und heutiger -trainer.

## Karriere

### Spieler

#### Klub
Vom Australian Institute of Sport kommend wechselte er Anfang 1983 zum Canberra City SC. Drei Jahre später ging es für ihn weiter zu Sydney Croatia, wo er bis Sommer 1991 blieb und dann zu APIA Leichhardt wechselte. Nach der Laufzeit von einem Jahr ging er wieder zu Croatia zurück, wo er bis Sommer 1993 blieb. Nachdem er für gut vier Monate beim Sutherland Sharks FC zum Team gehört hatte, kehrte er aber im November 1993 wieder nach Sydney zurück, wo er bis zum Jahreswechsel verblieb. Im Februar 1994 kam er zum Rockdale Ilinden FC, von wo er im Sommer des Jahres bereits weiter zu den Parramatta Eagles ging. Zum Jahresstart 1996 fing er bei Sydney Olympic an. Seine Karriere beendete er bei Perth Glory, bei denen er von Sommer 1997 bis Ende 2003 nochmal das Tor hütete.

#### Nationalmannschaft
Mit der australischen U20 nahm er an der Junioren-Weltmeisterschaft 1983 teil. Zudem war er vereinzelt auch noch für die U23 und die B-Mannschaft aktiv. Seine einzigen beiden Einsätze im Tor der A-Nationalmannschaft hatte er im Spätsommer 1992. Nach einem 3:0-Freundschaftsspielsieg über Indonesien im August, folgte im September noch ein 6:1-Sieg über die Salomonen während der Qualifikation für die Weltmeisterschaft 1994.

### Trainer
Er ist derzeit als Torwart-Trainer bei Football Australia beschäftigt. Dort ist er für die U-23-Männer, die A-Nationalmannschaft und auch die Frauen-A-Nationalmannschaft zuständig.